# Jules Mathé
Jules Mathé (Budapest, 5 gennaio 1915 – 26 dicembre 1995) è stato un calciatore francese, di ruolo attaccante.

## Carriera

### Club
Ha giocato dal 1935 al 1948 nel RC France, formazione della prima divisione francese.

### Nazionale
Ha collezionato due presenze con la propria Nazionale.

## Palmarès

### Club

#### Competizioni nazionali
- Campionato francese: 1

RC Parigi: 1935-1936
- Coppa di Francia: 4

RC Parigi: 1935-1936, 1938-1939, 1939-1940, 1944-1945

## Statistiche

### Cronologia presenze e reti in Nazionale
| Cronologia completa delle presenze e delle reti in nazionale ― Francia | Cronologia completa delle presenze e delle reti in nazionale ― Francia | Cronologia completa delle presenze e delle reti in nazionale ― Francia | Cronologia completa delle presenze e delle reti in nazionale ― Francia | Cronologia completa delle presenze e delle reti in nazionale ― Francia | Cronologia completa delle presenze e delle reti in nazionale ― Francia | Cronologia completa delle presenze e delle reti in nazionale ― Francia | Cronologia completa delle presenze e delle reti in nazionale ― Francia |
| Data                                                                   | Città                                                                  | In casa                                                                | Risultato                                                              | Ospiti                                                                 | Competizione                                                           | Reti                                                                   | Note                                                                   |
| ---------------------------------------------------------------------- | ---------------------------------------------------------------------- | ---------------------------------------------------------------------- | ---------------------------------------------------------------------- | ---------------------------------------------------------------------- | ---------------------------------------------------------------------- | ---------------------------------------------------------------------- | ---------------------------------------------------------------------- |
| 18-5-1939                                                              | Bruxelles                                                              | Belgio                                                                 | 1 – 3                                                                  | Francia                                                                | Amichevole                                                             | 1                                                                      |                                                                        |
| 21-5-1939                                                              | Colombes                                                               | Francia                                                                | 2 – 1                                                                  | Galles                                                                 | Amichevole                                                             | -                                                                      |                                                                        |
| Totale                                                                 |                                                                        | Presenze                                                               | 2                                                                      |                                                                        | Reti                                                                   | 1                                                                      |                                                                        |